# Throbbing Gristle
Throbbing Gristle (укр. Пульсуючий Хрящ) — англійський індастріал-гурт, утворений 1975 року в Лондоні. До його складу ввійшли: Дженезіс Пі-Оррідж (Genesis P-Orridge) — клавішні, віолончель, бас, вокал; Кріс Картер (Chris Carter) — клавішні; Козі Фенні Тютті (Cosey Fanni Tutti) — справжнє ім'я Крістін Ньюбі (Christine Newby) — гітара, клавішні, вокал та Пітер Крістоферсон (Peter Christopherson) — клавішні, спеціальні ефекти.
На початку своєї діяльності Throbbing Gristle обмежувалися виступами на гепенінгах, пропонуючи творчість, що балансувала на межі пристойності. Однак на хвилі панк-року гурту вдалося здобути статус культового. Незважаючи на гордість за володіння власною фонографічною фірмою, перші платівки Throbbing Gristle з'являлися лише у кількості сотень примірників. Музика гурту була виразом жаху, але водночас поєднувала захоплення промисловою цивілізацією. Нестандартне використання електронних інструментів дало можливість квартету створити єдиний у своєму роді індустріальний пейзаж. Найкращим творчим досягненням Throbbing Gristle виявилась музика з дебютного альбому — хаотична, похмура, але дуже виразна. Проте деякі з найкращих композицій учасників Throbbing Gristle були позбавлені смаку. Серед такого роду творінь найбільше вирізнялися «Hamburger Lady» та «Five Knuckle Shuffle». Взагалі, своє недотримання загальноприйнятих правил підходу до музики гурт вміло заміняв різноманітними фокусами, жартами. Наприклад, музиканти часто міняли черговість творів на платівках і давали альбому назву, яка повністю не відповідала його настрою.
Попри те, що музична преса не схвалювала гурт чи взагалі ігнорувала його роботу, Throbbing Gristle впливали на велику кількість пост-панкових формацій, таких як Cabaret Voltaire.
У травні 1981 року музиканти вирішили припинити спільну діяльність, заявивши: «Throbbing Gristle було тільки способом життя, а не його сутністю… ми вичерпали цей проект до дна і не маємо більше що сказати».
Після розпаду групи Оррідж та Крістоферсон утворили гурт Psychic TV, а Картер та Фенні Тютті — дует Chris & Cosey. 1984 року Фенні Тютті під псевдонімом Creative Technology Institute записала платівку «Elenental Seven». 1986 року Крістоферсон очолив формацію Coil.

## Дискографія
- The Second Annual Report (LP, Industrial, 1977)
- D.o.A. The Third and Final Report (LP, Industrial, 1978)
- 20 Jazz Funk Greats (LP, Industrial, 1979)
- Heathen Earth (LP, Industrial, 1980) Запис живого виступу в студії 16 лютого 1980 р.
- 24 Hours (24xCS, Industrial, 1980) Записи концертів у різних містах Великої Британії.
- Funeral in Berlin (LP, Zenzor, 1981) Запис концертів у Берліні 7 і 8 листопада 1980 р.
- Greatest Hits: Entertainment through Pain (LP, Rough Trade, 1981) Збірка.
- Mission of Dead Souls: The Last Live Performance of Throbbing Gristle (LP, Fetish, 1981) Запис концерту в Сан-Франциско 29 травня 1981 р.
- Rafters (LP, Italian, 1982) Запис виступу в Манчестері 4 грудня 1980 р.
- Beyond Jazz Funk: TG Psychic Rally in Heaven: 23rd December 1980 London) (CS, Rough Trade, 1982) Запис виступу в Лондоні 23 грудня 1980 р.
- Journey through a Body (LP, Walter Ulbricht Schallfolien, 1982) Записано в Римі у березні 1981 р.
- Editions Frankfurt—Berlin (LP, S/Phonograph, 1983) Запис виступів у Франкфурті та Берліні в 1980 р.
- In the Shadow of the Sun (LP, Illuminated, 1984) Музика до фільмів Дерека Джармена.
- CD1 (CD, Mute, 1986) Запис живого виступу в студії 18 травня 1979 р.
- Giftgas: A Children's Story (CD, Dossier, 1994) Записи з 1975 р.
- Blood Pressure: A Medical Casebook (CD, Dossier, 1995) Записи з 1975 р.
- Kreeme Horn: In Praise of the Grotesque (CD, Dossier, 1997) Записи з 1975 р.
- TG24: 1 Hour Sample (CD, Industrial, 2002)
- Live December 2004: A Souvenir of Camber Sands (2xCDr, Industrial/Mute, 2004)
- TG Now (LP/CD, Industrial/Mute, 2004)
- Mutant Throbbing Gristle (2xLP/CD, NovaMute, 2004)
- Part Two—The Endless Not (2xLP/CD, Mute/The Grey Area, 2007)
- Desertshore Installation (12xCDr, Industrial, 2007)
- Thirty-Second Annual Report (LP/CD, Industrial, 2008) Запис виступу в Парижі 6 червня 2008 р.
- Gristleism (Soundbox, Industrial, 2009)
- The Third Mind Movement (CD, Industrial, 2009) Запис виступів у Лондоні 1-3 червня 2007 р.
- Desertshore/The Final Report (2xLP/2xCD, Industrial, 2012) Видано під назвою X-TG.